# Utricularia chiribiquitensis
Utricularia chiribiquetensis este o specie de plante carnivore din genul Utricularia, familia Lentibulariaceae, ordinul Lamiales, descrisă de Ferndndez-perez. Conform Catalogue of Life specia Utricularia chiribiquetensis nu are subspecii cunoscute.